# Regis Pitbull
Régis Fernandes da Silva, genannt Regis Pitbull, (* 22. September 1976 in São Paulo) ist ein ehemaliger brasilianischer Fußballspieler.

## Leben
Regis Pitbull spielte fast ausschließlich für Klubs aus Brasilien. Er versuchte mehrmals sein Glück im Ausland, blieb aber in der Regel nur eine Saison. Mehrmals fiel er in seiner Laufbahn mit Drogenproblemen auf. 2001 wurde er bei einer Dopingkontrolle positiv getestet und für 121 Tage gesperrt, 2008 wurde er für 30 Tage gesperrt. 2011 ließ er sich auf eigenen Wunsch in eine Klinik einweisen um seine Sucht zu behandeln.
Nachdem er die Drogen fast zwei Jahre lang vollständig losgeworden ist, unterschreibt Regis Pitibul einen Vertrag bei AA Ponte Preta, um im selben Jahr an der Paulista- und der brasilianischen Meisterschaft teilzunehmen. Aufgrund von Knieproblemen kam es aber zu keinen Einsätzen.
2015 hat er noch Spiele für den SE Matonense in der zweiten Liga Staatsmeisterschaft von São Paulo bestritten und 2016 beim Rio Preto EC in der dritten Liga der Staatsmeisterschaft.
Im Jahr 2019 war er Gegenstand eines Sonderberichts gegen die Sucht. In dem Bericht bestreitet der ehemalige Spieler, ein Opfer zu sein, er sagte, dass er ein „genesender Süchtiger“ sei und dass er kein Almosen brauche.
Am 8. Mai 2021 produzierte und sendete ESPN eine einstündige Dokumentation über die Karriere des Spielers, seinen Niedergang und seine Drogenprobleme. Nach der Ausstrahlung wurde der Spieler in eine Rehabilitationsklinik gebracht, um zu versuchen, die Crack-Sucht loszuwerden und erhielt eine kostenlose Behandlung, nachdem der für die Klinik zuständige Psychologe auf seine Geschichte aufmerksam geworden war.
Nachdem er monatelang im Krankenhaus gelegen hatte, begann er 2022 in der Fabrik eines Jugendfreundes zu arbeiten.